# Edward Slater
Edward Charles Slater, född 16 januari 1917 i Melbourne, Victoria, Australien, död 2016, var en australisk biokemist.
Slater var 1955–1985 professor i fysiologisk kemi vid B.C.P. Jansen-institutet (Universiteit van Amsterdams biokemiska laboratorium) och var från 1985 gästprofessor vid University of Southampton i Storbritannien.
Slater blev 1975 utländsk ledamot av svenska Vetenskapsakademien, blev samma år ledamot av Royal Society och invaldes 1985 som korresponderande ledamot av Australian Academy of Science.